# ديرك فريموت
ديرك فريموت (مواليد 21 مارس 1941) هو فيزيائي فلكي بلجيكي يعمل في وكالة الفضاء الأوروبية، وهو أول بلجيكي يسافر للفضاء.